# Ruud Krol
Ruud Krol (* 24. březen 1949, Amsterdam) je bývalý nizozemský fotbalista a trenér. Hrával na pozici obránce. Od ledna 2014 je trenérem tuniského klubu Espérance Sportive de Tunis.
Se nizozemskou fotbalovou reprezentací získal stříbrnou medaili na mistrovství světa roku 1974 a na mistrovství světa roku 1978. Bronzovou medaili si přivezl z mistrovství Evropy 1976. Na všech třech těchto turnajích se dostal do all-stars týmu. Hrál též na Euru 1980. Celkem za národní tým odehrál 83 utkání a vstřelil v nich 4 góly.
Takřka celou svou kariéru strávil v Ajaxu Amsterdam (1968–1980), patřil k pilířům jeho slavné generace 70. let. Třikrát s ním vybojoval Pohár mistrů evropských zemí (1971, 1972, 1973), dvakrát Superpohár UEFA (1972, 1973) a jednou Interkontinentální pohár (1972). Osmkrát s ním získal domácí titul (68, 70, 72, 73, 77, 79, 80, 81) a čtyřikrát nizozemský pohár (70, 71, 72, 79).
V anketě Zlatý míč, která hledala nejlepšího fotbalistu Evropy, skončil roku 1979 třetí.
Po skončení hráčské kariéry se stal trenérem. Vedl například KV Mechelen, Servette Ženeva, AC Ajaccio, Espérance Sportive de Tunis či reprezentaci Egypta. Byl též asistentem trenéra nizozemské reprezentace.